# Zbigniew Paygert
Zbigniew Zdzisław Stanisław Marian Paygert (ur. 6 kwietnia 1901 w Streptowie, zm. 25 marca 1919 we Lwowie) – poeta, żołnierz Wojska Polskiego.

## Życiorys
Zbigniew Zdzisław Stanisław Marian Paygert urodził się 6 kwietnia 1901 w Streptowie, w rodzinie Jana i Leontyny z Truskolawskich h. Ślepowron (1863–1941). Był młodszym bratem Włodzimierza. Okres dzieciństwa spędził we Lwowie. W 1914 ukończył III klasę w C. K. IV Gimnazjum we Lwowie (w jego klasie był m.in. Zdzisław Stahl). W tej szkole należał do kółka historycznego. W 1915 ukończył IV klasę w Gimnazjum im. Adama Mickiewicza we Lwowie. Później uczył się w C. K. VI Gimnazjum we Lwowie, gdzie w 1916 ukończył V klasę, w 1917 ukończył VI klasę, w 1918 ukończył VII klasę, a w roku szkolnym 1918/1919 uczęszczał do VIII klasy maturalnej i 16 stycznia 1919 złożył wcześniejszy egzamin dojrzałości (w jego klasie był m.in. Stanisław Żeburski, także poległy podczas walk z Ukraińcami).
Wcześnie zaczął tworzyć poezje. Za życia opublikował dwa wiersze (pt. Odmarsz i Postój) w poznańskim tygodniku „Druh” (bezpłatne pismo dla żołnierzy Polaków) z 22 lutego 1919.
Jako żołnierz uczestniczył w wojnie 1919. Służył w 1 batalionie saperów. Zmarł 25 marca 1919 we Lwowie w wyniku nieszczęśliwego wypadku. Poniósł śmierć w domu rodzinnym przy próbie rozbrojenia niewypału granatu. We wspomnieniu wydrukowanym w sprawozdaniu szkolnym VI Gimnazjum został określony jako młodzieniec rokujący najpiękniejsze nadzieje.
Po jego śmierci, w maju 1919 we Lwowie ukazał się tomik poezji pt. Poezye Zbigniewa Paygerta o objętości 45 stron druku, wydany z przedmową Tadeusza Bierowskiego, stanowiącą jedyne pewne źródło informacji o 18-letnim poecie. Dwa egzemplarze tej książki zachowały się w księgozbiorze Biblioteki Narodowej.
Zarządzeniem prezydenta RP Ignacego Mościckiego z 22 kwietnia 1938 został pośmiertnie odznaczony Medalem Niepodległości za pracę w dziele odzyskania niepodległości.
Był bratem Włodzimierza (1896–1945, który w 1914 ukończył VII klasę w IV Gimnazjum, a w 1915 VIII klasę w Gimnazjum im. Adama Mickiewicza we Lwowie i zdał tamże egzamin dojrzałości.